# 萨尔盖罗·迈亚

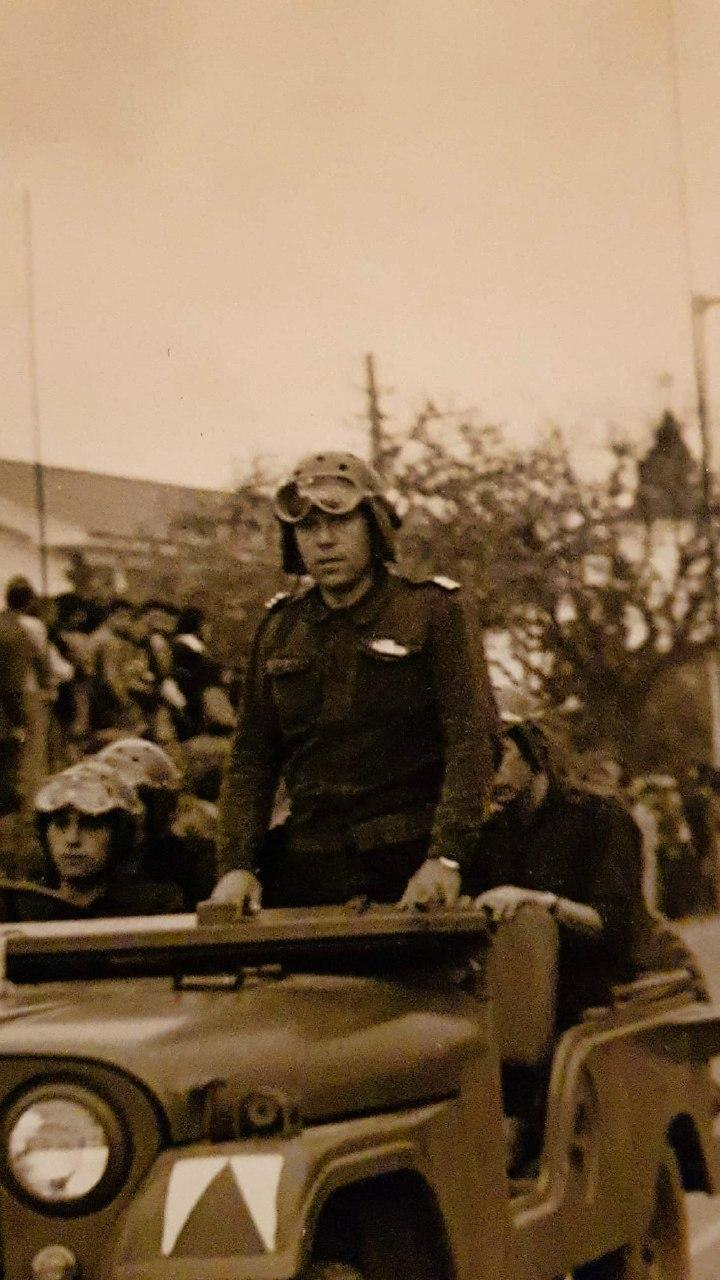
1974年4月25日，康乃馨革命中的萨尔盖罗·迈亚

费尔南多·若泽·萨尔盖罗·迈亚（葡萄牙語：Fernando José Salgueiro Maia；1944年7月1日—1992年4月4日）是一位葡萄牙军官。他出生于维迪堡的一个铁路工人家庭。在1974年4月25日康乃馨革命中，他作为葡萄牙武装部队上尉，发挥了关键性作用。革命后，他没有寻求任何政治权力。1981年，他被提升为少校。后来，他收养了两个孩子。1989年，他被诊断出患有癌症。1992年4月4日，他在圣塔伦去世，得年47岁。
在2000年上映的关于康乃馨革命的电影《四月的上尉》中，意大利演员斯特凡诺·阿科西扮演萨尔盖罗·迈亚。